# Wolfhampcote
Wolfhampcote är en civil parish i Storbritannien.   Den ligger i grevskapet Warwickshire och riksdelen England, i den södra delen av landet, 110 km nordväst om huvudstaden London. Antalet invånare är 284.